# Lil Craney
Lil Craney is een single van de Nederlandse rapper Kraantje Pappie uit 2018. Het stond in hetzelfde jaar als tweede track op het album Daddy.

## Achtergrond
Lil Craney is geschreven door Martijn van Sonderen, Nik Roos, Alex van der Zouwen (Kraantje Pappie) en Stephan Boers en geproduceerd door Ramiks. Het is een nederhoplied dat gaat over het terugkomen van Kraantje in zijn eigen stad; Groningen. In de ode aan zijn stad benoemt de rapper meerdere zaken waarom hij van de stad houdt. Dit zijn onder andere zijn vrienden en cafés als Feestcafé Shooters en de Pintelier. Het nummer kan ook worden gezien als een compliment van de rapper aan zichzelf. Hij bezingt namelijk dat hij zo succesvol is dat hij niet vaak meer in zijn stad te vinden is. Hij meldt echter dat hij nu weer terug is. De single heeft in Nederland de dubbel platina status.

## Hitnoteringen
Het lied behaalde successen in zowel Nederland als België. De piekpositie in de Single Top 100 was de tweede plaats en het was 31 weken in de lijst te vinden. Het kwam tot de vijfde plek in de Top 40, waarin het zeventien weken stond. De Vlaamse Ultratop 50 werd niet behaald, maar het kwam wel tot de eerste plaats in de Vlaamse Ultratip 100.